# Bádminton en los Juegos Olímpicos de Atlanta 1996
El torneo de bádminton en los Juegos Olímpicos de Atlanta 1996 se realizó en el Gimnasio de la Universidad del Estado de Georgia en Atlanta del 24 de julio al 1 de agosto de 1996.
En total se disputaron en este deporte cinco pruebas diferentes, dos masculinas (individual y dobles), dos femeninas (individual y dobles) y una mixta (dobles). El programa de competiciones se modificó en relación con la edición pasada, la prueba de dobles mixto fue añadida, y además solo se entregó una medalla de bronce por prueba, por lo que los perdedores de las semifinales tuvieron que disputar un partido extra por el tercer lugar.

## Medallistas

### Masculino
| Evento                   | Oro                                      | Plata                                   | Bronce                                        |
| ------------------------ | ---------------------------------------- | --------------------------------------- | --------------------------------------------- |
| Individual (1 de agosto) | Poul-Erik Høyer Larsen · Dinamarca       | Dong Jiong · República Popular China    | Rashid Sidek · Malasia                        |
| Dobles (31 de agosto)    | Rexy Mainaky · Ricky Subagja · Indonesia | Cheah Soon Kit · Yap Kim Hock · Malasia | Antonius Ariantho · Denny Kantono · Indonesia |

### Femenino
| Evento                   | Oro                                       | Plata                                      | Bronce                                              |
| ------------------------ | ----------------------------------------- | ------------------------------------------ | --------------------------------------------------- |
| Individual (1 de agosto) | Bang Soo-Hyun · Corea del Sur             | Mia Audina · Indonesia                     | Susi Susanti · Indonesia                            |
| Dobles (31 de agosto)    | Ge Fei · Gu Jun · República Popular China | Gil Young-Ah · Jang Hye-Ok · Corea del Sur | Qin Yiyuan · Tang Yongshu · República Popular China |

### Mixto
| Evento               | Oro                                          | Plata                                        | Bronce                                          |
| -------------------- | -------------------------------------------- | -------------------------------------------- | ----------------------------------------------- |
| Dobles (1 de agosto) | Gil Young-Ah · Kim Dong-Moon · Corea del Sur | Ra Kyung-Min · Park Joo-Bong · Corea del Sur | Sun Man · Liu Jianjun · República Popular China |

## Medallero
| Núm. | País                    | Oro | Plata | Bronce | Total |
| ---- | ----------------------- | --- | ----- | ------ | ----- |
| 1    | Corea del Sur           | 2   | 2     | 0      | 4     |
| 2    | República Popular China | 1   | 1     | 2      | 4     |
| 2    | Indonesia               | 1   | 1     | 2      | 4     |
| 4    | Dinamarca               | 1   | 0     | 0      | 1     |
| 5    | Malasia                 | 0   | 1     | 1      | 2     |
|      | TOTAL                   | 5   | 5     | 5      | 15    |